# Plagiobryum laxum
Plagiobryum laxum là một loài rêu trong họ Bryaceae. Loài này được Demaret & P. de la Varde mô tả khoa học đầu tiên năm 1944.